# 傑列維揚內島
傑列維揚內島是俄羅斯的島嶼，屬於法蘭士約瑟夫地群島的一部分，由阿爾漢格爾斯克州負責管轄，位於維爾切克島以東，島長少於1公里，最高點海拔高度45米。